# Гай Фабий Дорсуон
Гай Фабий Дорсуон или Кезо (на латински: Gaius Fabius Dorsuo; или Caeso Fabius Dorso) e римлянин от Римската република през 4 век пр.н.е.
Той произлиза от патрициаската фамилия Фабии, клон Дорсуон. Вероятно е баща на Марк Фабий Дорсуон (консул 345 пр.н.е.), който е дядо на Гай Фабий Дорсон Лицин (консул 273 пр.н.е.), който е баща на Марк Фабий Лицин (консул 246 пр.н.е.).
През 390 пр.н.е. по време на нападението на Рим от галите с командир Брен Гай Фабий Дорсуон успява невредим да поднесе жертва в храма на Веста на Капитолий.